# Associazione Sportiva Viareggio Calcio 1946-1947
Questa voce raccoglie le informazioni riguardanti l'Associazione Sportiva Viareggio Calcio nelle competizioni ufficiali della stagione 1946-1947.

## Stagione
Il Viareggio gioca il suo nono campionato di Serie B (secondo livello della piramide calcistica).
Le squadre sono 22 nel girone A. Il club bianconero arriva 15º. Si salva per un solo punto dalla retrocessione.

## Rosa
| N. |                      | Ruolo | Calciatore             |
| -- | -------------------- | ----- | ---------------------- |
|    | Italia (bandiera)    | A     | Sergio Angelini        |
|    | Italia (bandiera)    | D     | Giovanni Beretta       |
|    | Italia (bandiera)    | A     | Egiziano Bertolucci    |
|    | Italia (bandiera)    | A     | Valdemaro Bianchi      |
|    | Italia (bandiera)    | D     | Rodolfo Brondi         |
|    | Italia (bandiera)    | A     | William Cabiddu        |
|    | Italia (bandiera)    | C     | Giuseppe Cammilli      |
|    | Italia (bandiera)    | D     | Araldo Caprili         |
|    | Italia (bandiera)    | A     | Gianfranco Francesconi |
|    | Argentina (bandiera) | D     | Juan Landolfi          |
|    | Italia (bandiera)    | A     | Lamberto Lippi         |

| N. |                   | Ruolo | Calciatore          |
| -- | ----------------- | ----- | ------------------- |
|    | Italia (bandiera) | P     | Enzo Parissi        |
|    | Italia (bandiera) | A     | Renzo Pini          |
|    | Italia (bandiera) | C     | Eugenio Porretta    |
|    | Italia (bandiera) | A     | Silvano Scarnicci   |
|    | Italia (bandiera) | A     | Emanuele Sodini     |
|    | Italia (bandiera) | A     | Libero Summonti     |
|    | Italia (bandiera) | A     | Limbergo Taccola    |
|    | Italia (bandiera) | P     | Augusto Taucci      |
|    | Italia (bandiera) | P     | Giovanni Tavoletti  |
|    | Italia (bandiera) | A     | Vinicio Viani       |
|    | Italia (bandiera) | C     | Carlo Zappelli (II) |